# Sergei Wiktorowitsch Chodos
Sergei Wiktorowitsch Chodos (russisch Сергей Викторович Ходос, wiss. Transliteration Sergej Viktorovič Chodos, englisch Sergey Khodos; * 14. Juli 1986 in Öskemen/Ust-Kamenogorsk, Kasachische SSR, Sowjetunion) ist ein kasachisch-russischer Degenfechter.

## Erfolge
Sergei Chodos focht zunächst für sein Geburtsland Kasachstan und gewann 2006 bei den Asienspielen in Doha mit der kasachischen Equipe Bronze. Bei den Asienmeisterschaften 2007 in Nantong sicherte er sich in der Einzel- und der Mannschaftskonkurrenz jeweils Silber, im Jahr darauf folgte in Bangkok eine weitere Silbermedaille mit der Mannschaft. 2010 wechselte Chodos zum russischen Verband und gewann mit dessen Mannschaft zunächst 2011 in Sheffield und 2014 in Straßburg EM-Bronze, ehe er mit ihr 2017 in Tiflis, 2018 in Novi Sad und 2019 in Düsseldorf Europameister wurde. Im Einzel wurde er 2017 zudem Dritter. Zudem gewann er 2015 bei den Europaspielen in Baku im Einzel und mit der Mannschaft die Silbermedaille. Bei den Olympischen Spielen 2016 in Rio de Janeiro kam Chodos im Mannschaftswettbewerb zum Einsatz, den er mit der russischen Equipe auf Rang sieben beendete. Bei Weltmeisterschaften gewann er jeweils 2017 in Leipzig und 2018 in Wuxi Bronze mit der Mannschaft. Bei den 2021 ausgetragenen Olympischen Spielen 2020 in Tokio gewann Chodos mit der Mannschaft die Silbermedaille.